# Isidro Infante
Isidro Infante (San Juan, Puerto Rico, 12 de agosto de 1952) es un pianista profesional, arreglista, compositor y productor musical que está trabajando en los géneros como música clásica, Rock, Pop Rock, Balada Latina, Rock en español, Salsa, Jazz latino etc. Además tiene 5 premios y 47 nominaciones de Grammy y varios proyectos de Billboard, premios Lo Nuestro y Ace & Paoli Awards.

## Biografía
Isidro Infante nació en Puerta de Tierra, San Juan, el 12 de agosto de 1952. Sus padres fueron Dr. Isidoro Infante y Carmen Santiago. Desde pequeño Isidro fue influenciado al escuchar a su padre tocar el violín, involucrándose con la música a los 14 años cuando participó en una banda que tocaba canciones de Santana y Chicago. En su 15 años de edad formó su banda “Carpe Diem” (Vive La Vida), una agrupación de Rock/Salsa que interpretaba Rock'n'Roll, Pop, Salsa e incluía a Tommy Villarini en la trompeta, Cuto Soto en el trombón y al guitarrista Manolo Sastre. Con esta banda Isidro escribió su primer arreglo “Tiempo De Ti”. 
Dos años después, Infante estaba a cargo de la música de fondo del show de televisión de Myrta Silva. Luego de tomar clases privadas de piano con la famosa pianista Carmen Socorro Duclerc, estudió en el Conservatorio de Música de Puerto Rico, y en la Universidad de Puerto Rico, obteniendo bachilleratos en música y química. Aunque se sentía inclinado hacia la medicina porque era la profesión de su padre, decidió adentrarse en la música y se graduó en composición y arreglos en la Universidad Temple de Filadelfia a fines de los ’70. 
1995 Isidro Infante y 'La Élite firmaron un contrato con RMM Records como artista exclusivo. Isidro también firmó como director de A&R en los expedientes de RMM. Con él advinó la experiencia, calidad y éxito evidente en sus producciones para la etiqueta. Su trabajo con La India le ganó ventas dobles de platino y un nombramiento al Grammy para su álbum "Sobre El Fuego”.
A solo cuatro años de su fundación, La Élite se convirtió una fuerza dominante en la industria de la música de Salsa. El primer lanzamiento de la banda obtuvo como premiación un disco de oro así como concesiones de AS, de Paoli y de Diplo. Los éxitos musicales "Que Tengo de Ti", "Nave de Papel", "Ganas" y "Has Quedado Retratada" alcanzaron el tope en las encuestas de la Salsa tropical.
En Isidro Infante y La Élite II, la segunda producción del grupo, Isidro agregó la vocalista  Maggie Ramos. Esto le ayudó a crear el álbum con una variedad excepcional de música. Canciones como "Quítame ese Hombre " y "Santo Militar y Montuno" hicieron Isidro Infante el favorito de muchos. Junto a Louie Ramírez, Infante estuvo acreditado como uno de los creadores y pioneros en el movimiento de la Salsa romántica.
1998 salió su producción "Licencia Para Engañar" que fue el resultado de su creatividad y flexibilidad como músico. En su orquesta, Isidro Infante y La Élite, participan Jennifer Jiménez y Guillermo Duval como vocalistas. En su primer álbum "Secretos", Kevin Ceballo hizo su debut como solista en "Licencia Para Engañar", producido por Isidro Infante. Su trabajo como productor le ganó a su álbum "India's Sola" una nominación al Grammy. El venezolano Oscar D'León también recibió una nominación por "La Fórmula Original" que también produjo Isidro. El compromiso de Isidro con todo lo relacionado con la comunidad latina lo impulsó a producir el evento "Canto Para La Guaira". El concierto se llevó a cabo con el propósito de levantar fondos para las víctimas del desastre que afectó millares en Venezuela y así "Poliedro de Caracas" se ha llenado a plena capacidad. Entre los artistas de RMM que realizaron su presentación se encontraban Kevin Ceballo, Ray Sepúlveda, Cheo Feliciano, Tito Nieves, Roberto Avellanet, Michael Stuart y Tony Vega. 
En 1981 a Ramírez e Infante les fue sugerida la idea de producir un álbum de baladas famosas con arreglos de Salsa. Ambos encontraron el proyecto interesante y ambicioso, así que aceptaron el desafío. Isidro agregó su experiencia en el campo de baladas, adquirido a través de su trabajo con José Luis Rodríguez, Camilo Sesto y Yolandita Monge, al conocimiento de Ramírez del jazz atino. El resultado fue "Noche Caliente", el primer álbum del género en vender sobre un millón de copias. 
Isidro Infante es uno de los arreglistas más solicitados de Salsa. Incursionando un género distinto a la salsa, el también participó en Willennium, la grabación más reciente de Will Smith donde Isidro ejecutó el piano y los teclados.
Isidro Infante estaba trabajando con los artistas tales como Stevie Wonder, Herb Alpert, Gloria Estéfan, Dizzy Gillespie, Dionne Warwick, Patty La Belle, Will Smith, Wyclef Jean, Clark Terry, Jon Anderson & Yes, Vangellis, Sheila E., Tito Puente, Celia Cruz, Machito, Marc Anthony, La India, Fania All-Stars, Oscar D'León, Héctor Lavoe, Willie Colón, Larry Harlow, Roberto Roena, Johnny Pacheco, Pete El Conde Rodríguez, Louie Ramírez, Ray De La Paz, José Alberto" El Canario", Adalberto Santiago, Eddie Santiago, Lalo Rodríguez, Paquito Guzmán, Marvin Santiago, Domingo Quiñones, Camilo Azuquita, Kako, Rafael Cortijo, Ismael Rivera, Manny Manuel, Raúl Marrero, Vitín Avilés, Papaito, Tony Vega, Puerto Rico All Stars, Ralphy Leavitt & La Selecta, La Corporación Latina, José Mangual Jr,Jr. González, Ramón Rodríguez,Orquesta La Terrífica, Germán Olivera, Wichy Camacho, Johnny Ventura, Sergio Vargas, Cuco Valoy, Ramón Orlando, Los Hermanos Rosario, Los Niches, Los Fabulosos Cadillacs, Little Louie Vega, Robert Avellanet, Michael Stuart, Yanko, Kevin Ceballo Danny Rivera, Sophy, Mirta Silva, Ivy Queen, Tego Calderón, Mickey Perfecto, TNT y muchos más. Entre sus composiciones se figuran "Viejo Pachanguero", "Vicio de Quererte", "Esa Niña" etc.
Con más de 2.500 arreglos en su resumé, Isidro es uno de los productores y arreglistas más exitoso dentro de la historia de la Salsa.
Isidro Infante ha estado trabajando para los principales sellos discográficos como Sony BMG ( Epic, Sony Discos, Sony International, etc),Universal EMI Capitol TH Records Salsa International Velvet (Venezuela ), Co Discos ( Colombia ), J&N Records, Univision Poligram, Luna Records Fonovisa, Sono Tone, Caiman Records, Faisán Records, GB Records, Ibero- Records, Salsoul Records y muchos más.
Isidro Infante produjo el Especial para el Banco Popular 2010: Truibuto Al Gran Combo en CD & DVD que obtuvo ventas platino. En el proyecto participaron El Gran Combo, Ismael Miranda, La India, José Alberto, Isaac Delgado, Michael Stuart, Domingo Quiñones, NG2, Luisito Carrión, Sammy García y El Sabor de Puerto Rico.
Estuvo compartiendo como director musical junto al maestro Johnny Pacheco a la Fania All-Stars en varios conciertos por Latinoamérica y se encontraba en proyectos musicales con el cantautor mexicano Juan Gabriel.
El año 2010 Isidro Infante e Iván Joy establecieron la nueva compañía Artist System Inc. que está en la colaboración con Diamond Music y que ganó las posiciones importantes en el mercado de la producción y promoción digital y también con mucha experiencia en la creación y manejo de contenido digital. La compañía está trabajando con tales artistas como Isidro Infante, Lucecita Benítez “La Voz Nacional De Puerto Rico”, Lunna, Lourdes Robles, Conjunto Canayón, Сorporación Latina, Manolo Lezcano, Lou Briel, Jowell & Randy, Arcángel, Tego Calderón, Jadiel, Endo, Guelo Star, Kastrofobia, Los Metalicoz y muchos más. 
El presidente de Artist System es el maestro Isidro Infante, el CEO - Iván Joy. de Artist System Corp.

## Sellos discográficos
•	1994 - “Ganas Que Tengo de Ti”
•	1995 - “Isidro Infante & La Élite”
•	1996 - “Isidro Infante & La Élite 2”
•	1998 - “Licencia Para Engañar”
•	1999 - “Best of Isidro Infante”

## Premios
•	5 veces ganador de Grammy 
•	47 nominaciones para Grammy y varios proyectos de Billboard 
•	Premios Lo Nuestro y Ace & Paoli Awards 